# アンナ・マデリーナ
『アンナ・マデリーナ』（原題: 安娜瑪徳蓮娜、英題: Anna Magdalena）は、1998年公開の香港・日本の合作映画。レイモンド・チョウ、大里洋吉らゴールデンアミューズの第1回制作作品である。日本では1998年12月19日に公開された。

## タイトル
タイトルの「アンナ・マデリーナ」とは、バッハの妻の名で、バッハ作と知られる（実作者は異なる）メヌエット（『アンナ・マグダレーナ・バッハの音楽帳』の中の「メヌエット ト長調 BWV Anh.II/114」）から。劇中でも歌われる『ラヴァーズ・コンチェルト』の基となっている曲である。

## ストーリー
第一楽章 ヤウ・モッヤン
ピアノ調律師のガーフは、仕事で尋ねた家に居合わせた、自称小説家のモッヤンと知り合う。
真面目なガーフとは正反対のモッヤンは、行く当てがなかったためそのままガーフの部屋へと転がり込み、2人は共同生活を始めることになった。
第二楽章 モク・マンイー
2人が住む真上の部屋に、気の強い女性マンイーが引っ越してきた。
たびたび聞こえてくる下手なピアノのメヌエットに痺れを切らしたモッヤンは、彼女の部屋へ抗議をしに行くが、取り合ってもらえず、怒りのまま部屋のドアに落書きをし、逆に訴えられそうになってしまう。モッヤンの尻拭いをするガーフは、彼女が気になるものの、自分からはアプローチが出来ずにいた。ある日、ガーフが帰宅したアパートの前に、ぼや騒動での人だかりができており、その中には抱き合うモッヤンとマンイーの姿が。モッヤンがマンイーを火事から助け出したことで、3人は改めて自己紹介をした。
第三楽章 モッヤンとマンイー
マンイーとモッヤンの中は急速に縮まっていった。
自室でマンイーの奏でるピアノに耳を傾けていたガーフは、モッヤンが外出した途端聞こえてきた、乱暴に叩かれる鍵盤の音に嫌な予感がよぎる。一方マンイーは、自由奔放で押しの強いモッヤンに惹かれている自分に気付いてはいたが、定職にもつかない人とは付き合えない、とはっきり彼に告げた。それから数日戻らなかったモッヤンだったが、仕事を見つけ戻ると、ガーフの部屋を出てマンイーの部屋へと移っていった。
第四楽章 変奏曲
出版社に1冊の小説が持ち込まれる。
主人公の名は「チャン・ガーフ」。それは彼女へと伝えることの出来なかった思いが込められた恋愛小説、ガーフの恋物語だった。

## キャスト
| 役名                          | 俳優               | 日本語吹替 |
| ----------------------------- | ------------------ | ---------- |
| ガーフ（陳家富）/ピアノ調律師 | 金城武             | 東地宏樹   |
| モク・マンイー（莫敏兒）      | ケリー・チャン     | 本田貴子   |
| モッヤン（游牧人）/自称小説家 | アーロン・クオック | 山路和弘   |
| 編集者                        | レスリー・チャン   | 古澤徹     |
| 編集者のアシスタント          | アニタ・ユン       | 深見梨加   |
| 警官                          | ジャッキー・チュン |            |
| マンションの管理人            | エリック・ツァン   |            |
|                               | ウェイ・ウェイ     |            |
|                               | ジョシー・ホー     |            |
|                               | レオ・クー         |            |

## スタッフ
- 監督：ハイ・チョンマン
- 製作：レイモンド・チョウ（嘉禾電影有限公司）、大里洋吉（藝神集團/Amuse）
- プロデューサー：クローディア・チャン
- 脚本：アイヴィ・ホー
- 撮影：ピーター・パウ
- 美術：デヴィッド・プーン
- 音楽：チュー・ツァンヘイ

## 受賞歴
- 1998年 第5回香港電影評論学会大奨 推薦電影

## 主題歌
- ケリー・チャン：『残された炎』（日本版主題歌）
- アーロン・クオック：『I LOVE YOU SO 太愛你』（原語版主題歌）

## その他の使用曲
- 『カヴァレリア・ルスティカーナ』の間奏曲 - 劇中で使用された楽曲
- 「美しい夜、おお、恋の夜よ」（ホフマンの舟歌） - 劇中で使用された楽曲
- 「ブラジルの水彩画」 - 劇中で使用されたサンバ

## ソフトウェア

### CD
販売元はポリドール
- 『残された炎』（CDシングル）（1998年12月2日発売）
- 『アンナ・マデリーナ〜オリジナル・サウンドトラック〜』（1998年12月27日発売）

### DVD
販売元はアミューズ
- 『アンナ・マデリーナ』（2000年10月27日発売）
- 『アンナ・マデリーナ』（廉価版として2006年6月23日再発売）

## 関連書籍
- 『「アンナ・マデリーナ」写真集』（1998年12月17日マガジンハウスより発売） ISBN 978-4-83-871113-0